# Elkarrekin Podemos
Elkarrekin Podemos (Elkarrekin en basque veut dire Unis, littéralement donc « Ensemble nous pouvons ») est une coalition électorale formée dans la communauté autonome du Pays basque pour la première fois pour les élections au Parlement basque de 2016.

## Historique

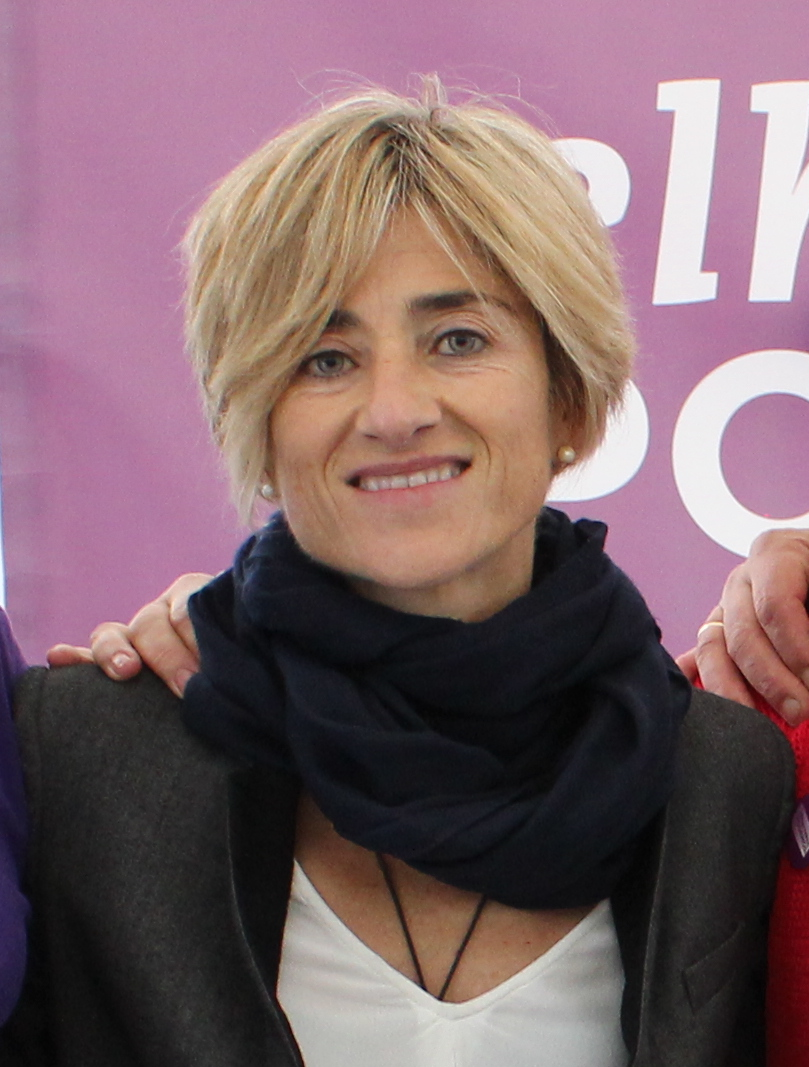
Pili Zabala, tête de liste pour le Guipuscoa aux élections au Parlement basque de 2016.

La coalition est constituée au départ pour la participation aux élections générales espagnoles du 26 juin 2016. Lors de ces élections, la coalition Unidos Podemos/Elkarrekin Ahal Dugu est la liste ayant remporté le plus de suffrages dans chacune des trois circonscriptions législatives (les trois provinces de la communauté autonome du Pays basque). Compte tenu du succès de la coalition à ces élections, Podemos Euskadi, Ezker Anitza et Equo décident de poursuivre la coalition pour les élections au Parlement basque du 25 septembre 2016.
Ainsi, le 11 août 2016, les trois formations ratifient un accord pour se présenter ensemble aux élections, sous le nom Elkarrekin Podemos. La dénomination est similaire à celle choisie pour les élections générales, si ce n'est qu'au lieu de séparer les deux noms en castillan et en basque par une barre (Unidos Podemos/Elkarrekin Ahal Dugu), il est décidé d'unir les deux dénominations en reprenant un mot en chacune des langues (Elkarrekin Podemos) afin de montrer ainsi la richesse linguistique du Pays basque.
La coalition décide de choisir comme candidat lehendakari, c'est-à-dire comme tête de liste, Pilar Zabala (Pili Zabala) qui avait déjà été choisie par les bases de Podemos/Ahal Dugu lors d'élections primaires.

## Résultats aux élections
Dans la droite ligne des résultats aux élections générales espagnoles de juin 2016, Elkarrekin Podemos remporte un grand succès lors des élections au Parlement basque puisqu'elle devient la troisième force politique du parlement avec 14,76 % des suffrages et 11 députés, derrière le Parti nationaliste basque, premier, et Euskal Herria Bildu, deuxième, mais dépassant le Parti socialiste du Pays basque-Gauche basque-PSOE de plus de 30 000 voix,.
La coalition gagne quatre sièges dans l'Alava, 4 en Biscaye et 3 dans le Guipuscoa.
Sont donc élus députés au Parlement basque, sous réserve de confirmation officielle, :
- pour l'Alava :
  - Cristina Macazaga Sáenz, Podemos Euskadi,
  - Edurne García Larrimbe, Podemos Euskadi,
  - Jose Ramón Becerra, Equo,
  - Iñigo Martínez Zatón, Ezker Anitza,
- pour la Biscaye :
  - Lander Martínez Hierro, Podemos Euskadi,
  - Eukene Arana Varas, Podemos Euskadi,
  - Juan Luis Uría Serrano, Podemos Euskadi,
  - Tinixara Guanche Suarez, Podemos Euskadi,
- et pour le Guipuscoa :
  - Maria Pilar Zabala Artano, Podemos Euskadi,
  - Julen Bollain Urbieta, Podemos Euskadi,
  - Jon Hernández Hidalgo, Ezker Anitza.